# La Redonda

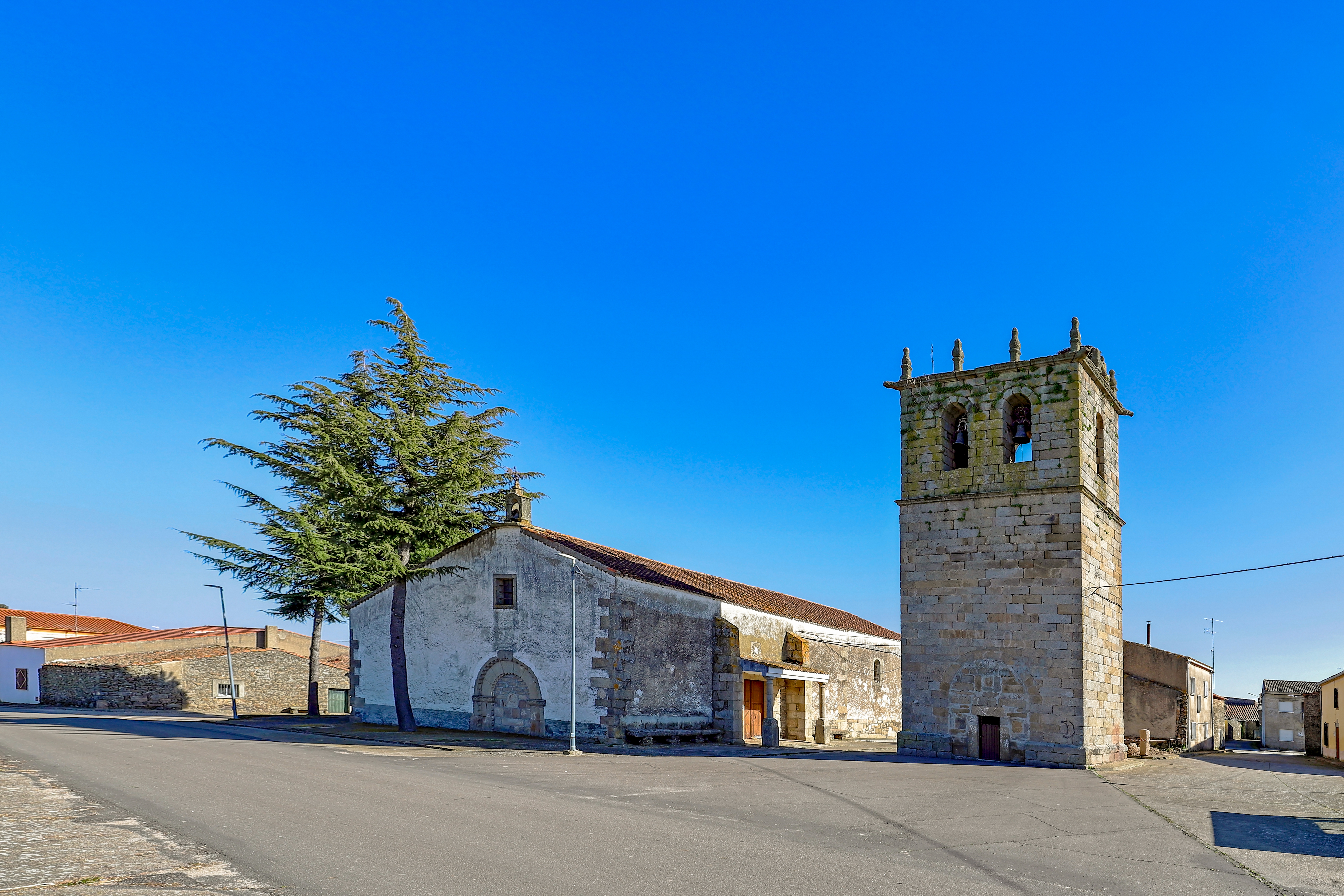
Iglesia de San Martín y Torre

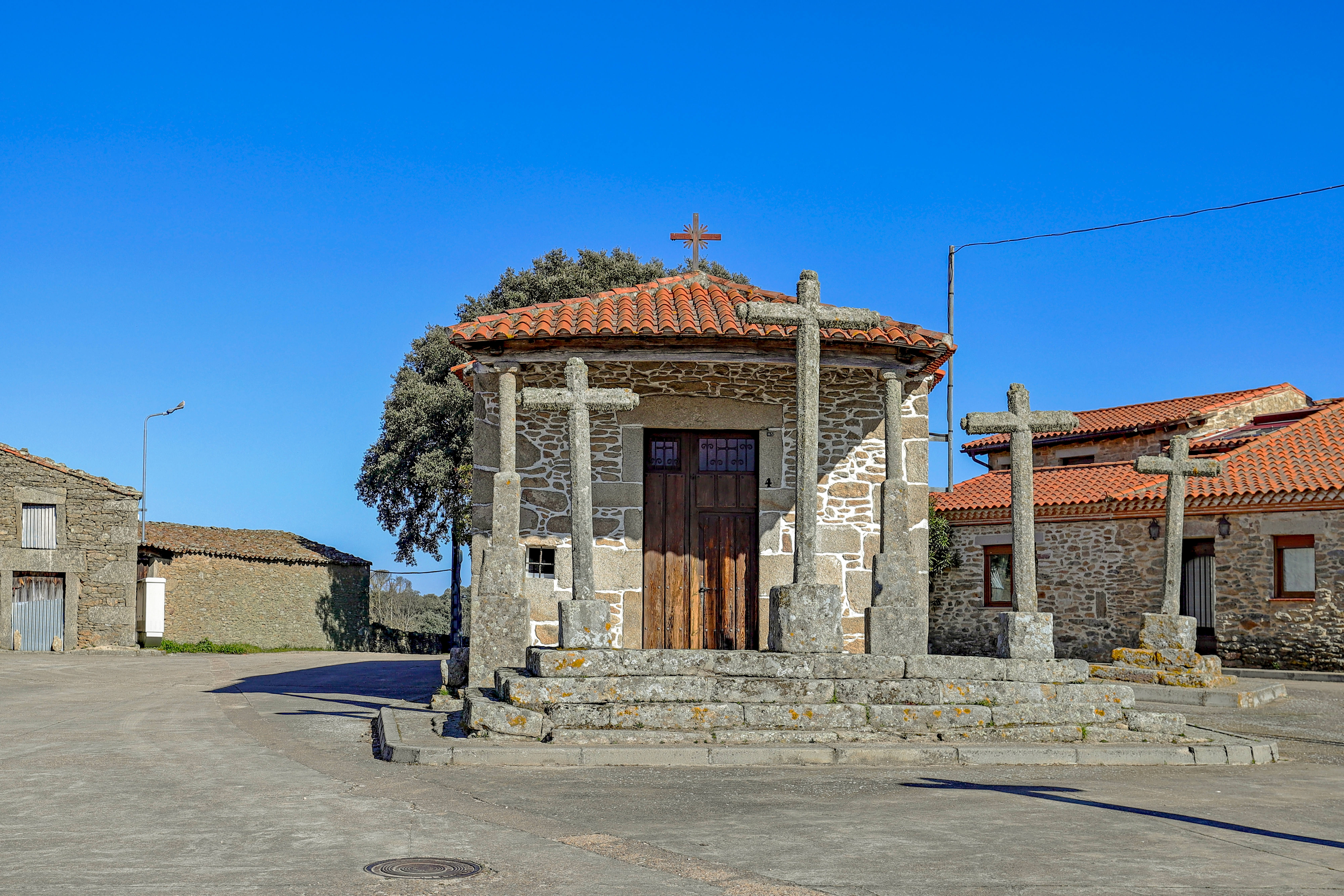
Ermita de El Nazareno

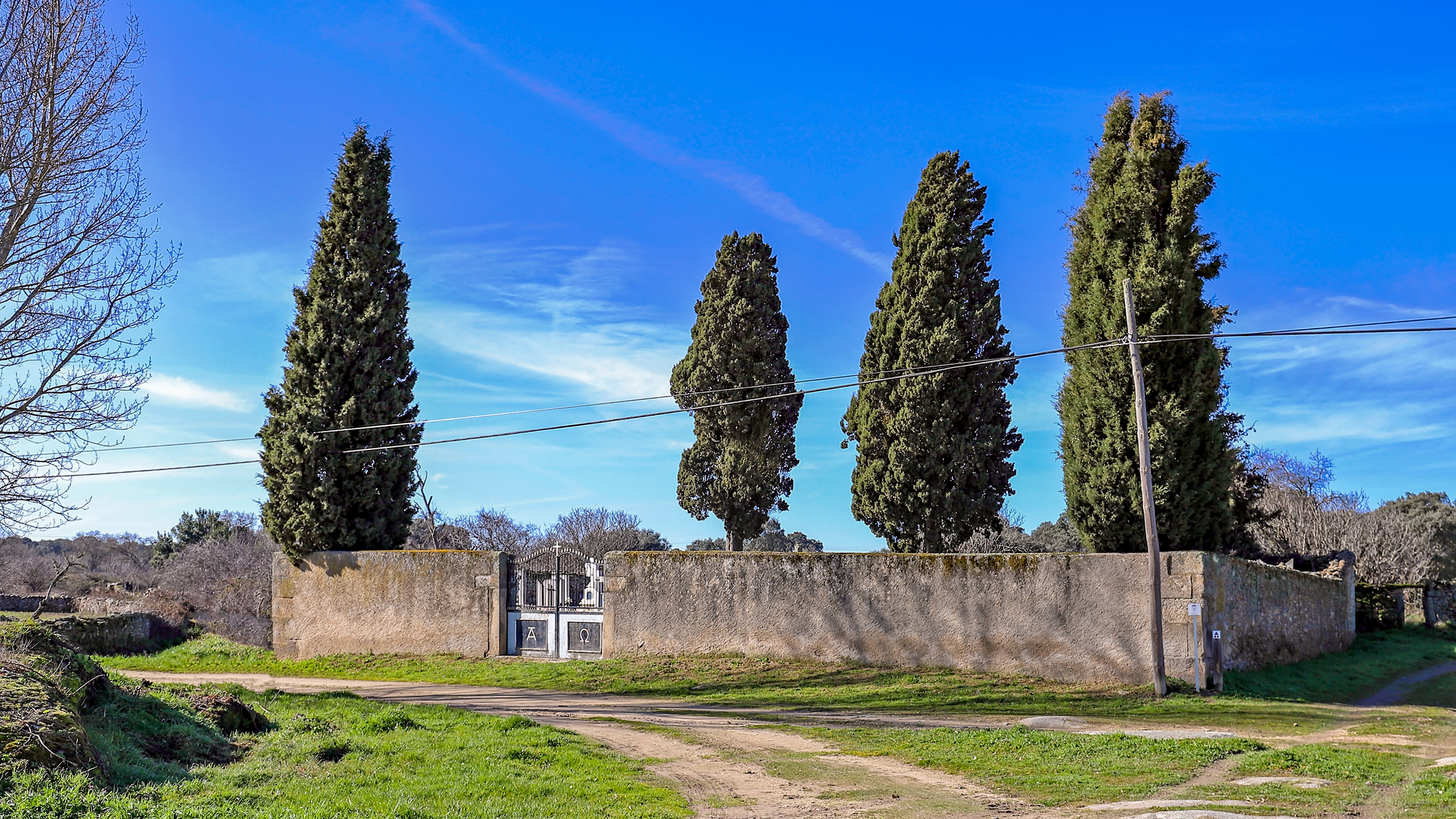
Cementerio

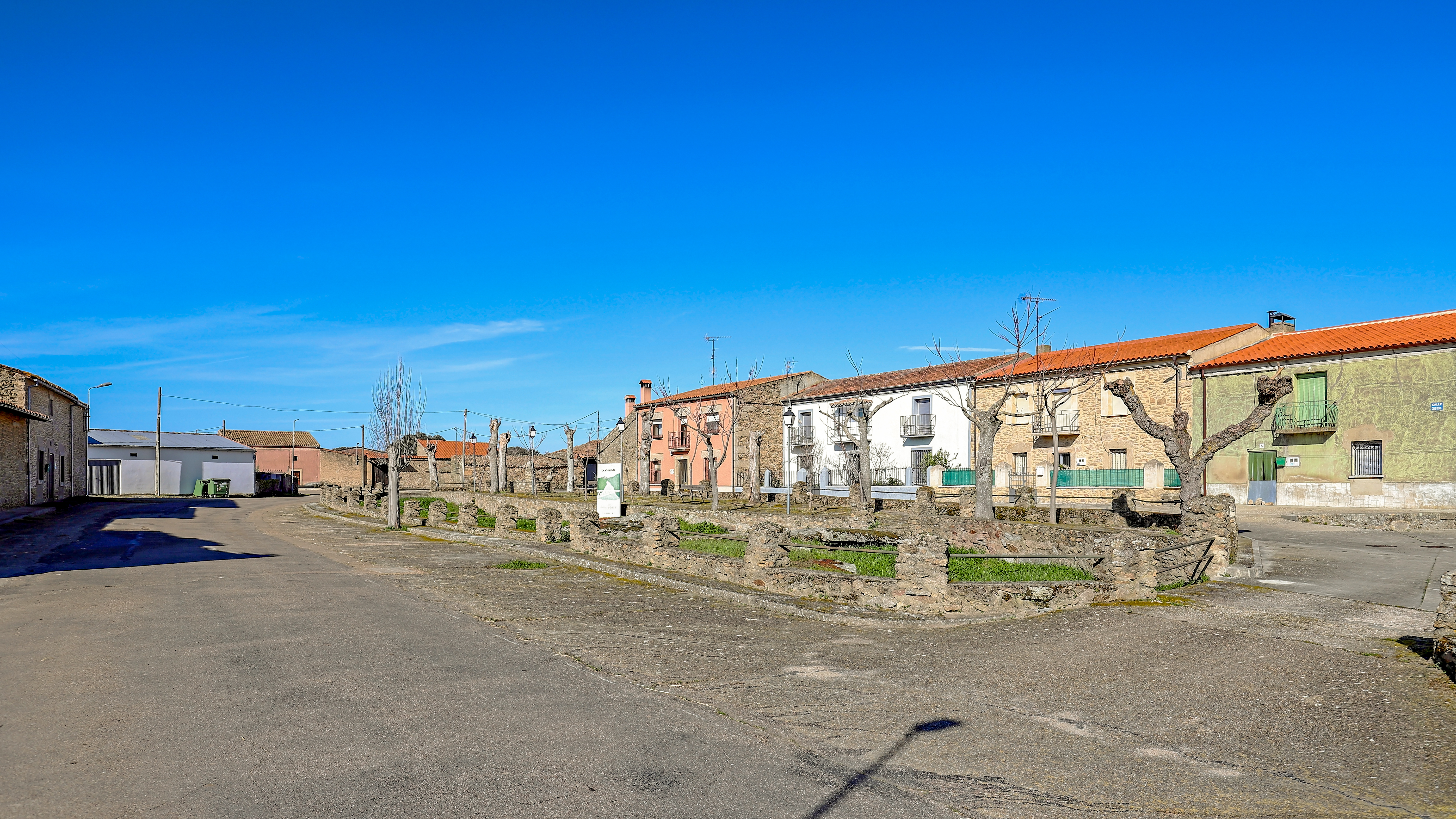
Calle Casas Nuevas

La Redonda es un municipio y localidad española de la provincia de Salamanca, en la comunidad autónoma de Castilla y León. Se integra dentro de la comarca de Vitigudino y la subcomarca de El Abadengo. Pertenece al partido judicial de Vitigudino.
Su término municipal está formado por un solo núcleo de población, ocupa una superficie total de 16,64 km² y según los datos demográficos recogidos en el padrón municipal elaborado por el INE en el año 2017, cuenta con una población de 86 habitantes.

## Toponimia

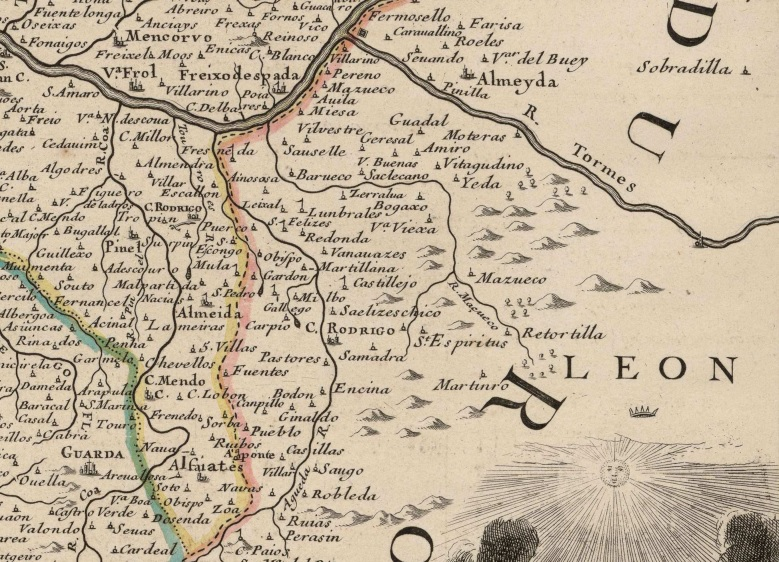
Detalle del oeste salmantino en un mapa del, en el que se puede observar La Redonda (escrito como Redonda)

La Redonda es un nombre de lugar común. El mismo topónimo se repite como nombre de paraje en el municipio de Castellanos de Villiquera, en forma diminutiva en el de Valverdón (La Redondina) o como nombre de un arroyo afluente del Huebra cercano a la localidad de Avililla de la Sierra. En todos estos casos, el adjetivo calificaría en origen a un elemento topográfico redondeado que podría tratarse de una peña, laguna, campo, prado o vuelta de camino. En Galicia nos encontramos la localidad de Redondela. En Portugal se citan compuestos medievales tales como «Petra Rotunda», «Monte Redondo» o «Sauto Redondo». De esta manera, no sería fácil aclarar a qué particularidad topográfica o predial haría referencia el nombre en este caso de este pueblo.

## Geografía
La Redonda se encuentra situada en el noroeste salmantino. Dista 101 km de Salamanca capital. 
Se encuentra en la comarca de El Abadengo. Pertenece a la Mancomunidad El Abadengo y al partido judicial de Vitigudino.
| Noroeste: Sobradillo              | Norte: Hinojosa de Duero     | Noreste: Lumbrales                   |
| Oeste: Sobradillo                 |                              | Este: Lumbrales                      |
| Suroeste: Ahigal de los Aceiteros | Sur: Ahigal de los Aceiteros | Sureste: San Felices de los Gallegos |

## Historia
Su fundación responde al proceso repoblador llevado a cabo por los reyes leoneses en el siglo XII pasando, junto al resto de El Abadengo, a depender de la Orden del Temple por cesión del rey Fernando II de León en la segunda mitad del siglo XII, situación que se prolongó hasta la desaparición en 1311 de dicha Orden por mandato papal, pasando a depender entonces La Redonda del Obispado de Ciudad Rodrigo, de cuyo obispo dependió hasta la abolición de los señoríos en el siglo XIX. Con la división territorial de España de 1833 en la que se crean las actuales provincias, La Redonda queda encuadrada dentro de la Región Leonesa, formada por las provincias de León, Zamora y Salamanca, de carácter meramente clasificatorio, sin operatividad administrativa, que a grandes rasgos vendría a recoger la antigua demarcación del Reino de León (sin Galicia ni Asturias).

## Demografía
La Redonda cuenta con una población de 65 habitantes (INE 2024).
| Gráfica de evolución demográfica de La Redonda entre 1842 y 2021                                                    |
| |
| Población de derecho según los censos de población del INE Población de hecho según los censos de población del INE |

Según el Instituto Nacional de Estadística, La Redonda tenía, a 31 de diciembre de 2018, una población total de 79 habitantes, de los cuales 46 eran hombres y 33 mujeres. Respecto al año 2000, el censo refleja 114 habitantes, de los cuales 55 eran hombres y 59 mujeres. Por lo tanto, la pérdida de población en el municipio para el periodo 2000-2018 ha sido de 35 habitantes, un 31% de descenso.

## Administración y política

### Gobierno municipal
| Partido político                         | 2019  | 2019  | 2019       | 2015  | 2015  | 2015       | 2011  | 2011  | 2011       | 2007  | 2007  | 2007       | 2003  | 2003  | 2003       |
| Partido político                         | %     | Votos | Concejales | %     | Votos | Concejales | %     | Votos | Concejales | %     | Votos | Concejales | %     | Votos | Concejales |
| Partido Socialista Obrero Español (PSOE) | 90,00 | 45    | 3          | 74,47 | 35    | 2          | 71,64 | 48    | 2          | 57,33 | 43    | 1          | 67,86 | 38    | 4          |
| Partido Popular (PP)                     | —     | —     | —          | 4,26  | 2     | 1          | 20,90 | 14    | 1          | 38,67 | 29    | 0          | 30,36 | 17    | 1          |
| Coalición SI por Salamanca (SI)          | —     | —     | —          | —     | —     | —          | 4,48  | 3     | 0          | —     | —     | —          | —     | —     | —          |
| Unión del Pueblo Salmantino (UPSa)       | —     | —     | —          | —     | —     | —          | —     | —     | —          | 2,67  | 2     | 0          | —     | —     | —          |

### Elecciones autonómicas
| Partido político                         | 2019  | 2019 | 2015  | 2015  | 2011  | 2011 | 2007  | 2007 | 2003  | 2003 | 1999  | 1999 | 1991  | 1991 | 1987  | 1987 | 1983  | 1983 |
| Partido político                         | Votos | %    | Votos | %     | Votos | %    | Votos | %    | Votos | %    | Votos | %    | Votos | %    | Votos | %    | Votos | %    |
| Partido Popular (PP)                     | —     | —    | 21    | 42,00 | —     | —    | —     | —    | —     | —    | —     | —    | —     | —    | —     | —    | —     | —    |
| Partido Socialista Obrero Español (PSOE) | —     | —    | 15    | 30,00 | —     | —    | —     | —    | —     | —    | —     | —    | —     | —    | —     | —    | —     | —    |
| Podemos-Equo                             | —     | —    | 5     | 10,00 | —     | —    | —     | —    | —     | —    | —     | —    | —     | —    | —     | —    | —     | —    |
| Ciudadanos (Cs)                          | —     | —    | 3     | 6,00  | —     | —    | —     | —    | —     | —    | —     | —    | —     | —    | —     | —    | —     | —    |
| Izquierda Unida-Equo                     | —     | —    | 1     | 2,00  | —     | —    | —     | —    | —     | —    | —     | —    | —     | —    | —     | —    | —     | —    |